# Otto Dersch
Otto Dersch (Ortenberg, 17 de março de 1848 – ?) foi um matemático alemão.
Trabalhou com geometria algébrica.